# Levi Lincoln, Jr.
Levi Lincoln, Jr., född 25 oktober 1782 i Worcester, Massachusetts, död 29 maj 1868 i Worcester, Massachusetts, var en amerikansk politiker.
Fadern Levi Lincoln var kongressledamot, justitieminister och ställföreträdande guvernör av Massachusetts.
Han var en avlägsen släkting till Abraham Lincoln som han stödde i 1860 års presidentval. De hade en gemensam anfader i Samuel Lincoln som hade lämnat Hingham i England 1637 och slagit sig ner i Hingham, Massachusetts.
Lincoln utexaminerades 1802 från Harvard University. Han studerade sedan juridik och inledde 1805 sin karriär som advokat i Worcester. Han var viceguvernör i Massachusetts 1823-1824.
Han var guvernör i Massachusetts 1825-1834, invald som demokrat-republikan. Michael Dukakis har senare varit en längre tid guvernör i Massachusetts (1975-1979 och 1983-1991), men Levi Lincoln, Jr. hade den längsta oavbrutna ämbetsperioden som guvernör i den delstaten. Han var även ledamot av USA:s representanthus 1834-1841. Som Worcesters borgmästare tjänstgjorde Lincoln 1848-1849.
Brodern Enoch Lincoln var guvernör i delstaten Maine 1827-1829. Det var första gången i amerikansk historia som två bröder var guvernörer i två olika delstater samtidigt. Samma sak har inträffat tre gånger senare. På 1850-talet var John Bigler guvernör i Kalifornien, medan William Bigler var guvernör i Pennsylvania. På 1960-talet var Nelson Rockefeller guvernör i New York, medan brodern Winthrop Rockefeller var guvernör i Arkansas och 1999-2000 var George W. Bush guvernör i Texas samtidigt som Jeb Bush var guvernör i Florida.